# 田村マナ
田村 マナ（たむら マナ、1974年-）は、日本の起業家。
株式会社エルドボーテ代表取締役、合同会社田村マナ美髪研究所代表、日本初の美髪アドバイザー、毛髪診断士、中医国際薬膳師。

## 来歴・人物
東京都世田谷区出身。
大学卒業後、国際線客室乗務員として全日本空輸（株）に入社。世界中を飛び回る中機内の乾燥、気圧の変化、時差など過酷な労働環境により肌と髪のトラブルに悩まされ100人のCA仲間と基礎化粧品「CA101」(シーエーイチマルイチ)を立ち上げる。
2019年に 田村マナ美髪研究所を設立。美髪アドバイザーとして、美しい髪を手に入れる為の基礎知識やセルフケア方法を広めるべく、講演や雑誌、WEB メディアなど多方面で活動する。自身が開発＆推奨するセルフケア「美髪メソッド」はこれまでに15,000人以上が体験し、90％以上が薄毛や、抜け毛、白髪といった深刻な悩みが改善され、確かな効果な実証される。20代～70代といった幅広い年齢層から支持を得ている。世界中の美容技術を研究するとともに、女性のライフスタイルや美容方法などの情報収集を行っている。
日本を中心に海外との二重生活をしている。主な居住地は下記。
- 1998年 - 1999年 アメリカ合衆国カリフォルニア州
- 1999年 - 2001年 イタリアナポリ
- 2001年 - 大韓民国在住

## 著書
- 『髪が10年若返る 頭皮ケアで始める美髪バイブル』講談社
- 『38歳からはじめたいリカバリー美容事典』朝日新聞出版
- 『38歳からなりたい髪』すばる舎
- 『大人の「品」は艶髪でつくられる』ワニブックス